# Adstream
Adstream — міжнародна корпорація, що спеціалізується в області сервісних рішень для рекламної індустрії в cross-media (TV, Radio, Print, internet, outdoor, mobile).
Компанія працює з великими корпораціями, включаючи Nokia, Procter and Gamble (P & G), агентствами, телеканалами і видавництвами.
Проекти включають розподілені серверні, веб і десктоп-програми, реалізовані на різноманітних технологіях, включаючи ASP.Net, C#, QT, SQL, Java, Web Services, Ajax, Flash під OS Windows, Linux, Mac X.
Компанія має представництва в Австралії, США, Великій Британії, Німеччині та інших країнах.